# 内山隆道
内山 隆道（うちやま たかみち、1887年（明治20年）11月30日 - 1957年（昭和32年）4月19日）は、大日本帝国陸軍軍人。最終階級は陸軍少将。

## 経歴
1887年（明治20年）に熊本県で生まれた。陸軍士官学校第20期卒業。1934年（昭和9年）8月に第20師団兵器部長に就任し、1935年（昭和10年）3月15日に陸軍砲兵大佐に進級し、8月1日に高射砲第2連隊長に着任。
1937年（昭和12年）11月に関東軍野戦兵器廠長に転じ、1938年（昭和13年）7月に陸軍少将に進級。1939年（昭和14年）3月9日に待命、3月22日に予備役に編入された。1944年（昭和19年）12月1日に召集され、豊予要塞司令官に着任。1945年（昭和20年）6月1日には豊予要塞守備隊を基に編成された独立混成第118旅団長（第2総軍・第16方面軍）に就任し、終戦時は佐伯に位置した。